# Ciane
La Ciane est un fleuve côtier du sud de la Sicile, en Italie. Il se jette dans la mer Ionienne depuis la rivière du port de Syracuse, après une course de 8 km et après avoir reçu les eaux de l'Anapo.
Le nom, issu du grec cyanos (azur), est liée au mythe d'Anapos et de la nymphe Cyané. Chaque année, les Syracusains immergeaient des taureaux, comme Héraclès l'avait fait à son retour d’Eryx. Un sanctuaire existait près de la source.
Sur ses rives sont naturellement présents des papyrus. La plante y aurait été introduite dans l'Antiquité, envoyée par le souverain égyptien Ptolémée II à Hiéron II, tyran de Syracuse. On a aussi suggéré une introduction par les Arabes.
La zone est maintenant protégée dans le cadre de la Réserve naturelle de la Ciane et des Salines de Syracuse, créée en 1984.

## Source
- (en) Cet article est partiellement ou en totalité issu de l’article de Wikipédia en anglais intitulé « Ciane » (voir la liste des auteurs).